# Cyperus aquatilis
Cyperus aquatilis är en halvgräsart som beskrevs av Robert Brown. Cyperus aquatilis ingår i släktet papyrusar, och familjen halvgräs. Inga underarter finns listade i Catalogue of Life.